# Желязна (Ґарволінський повіт)
Желязна (пол. Żelazna) — село в Польщі, у гміні Пілява Ґарволінського повіту Мазовецького воєводства.
Населення — 208 осіб (2011).
У 1975-1998 роках село належало до Седлецького воєводства.

## Демографія
Демографічна структура станом на 31 березня 2011 року:
|          | Загалом | Допрацездатний вік | Працездатний вік | Постпрацездатний вік |
| -------- | ------- | ------------------ | ---------------- | -------------------- |
| Чоловіки | 117     | 27                 | 82               | 8                    |
| Жінки    | 91      | 24                 | 49               | 18                   |
| Разом    | 208     | 51                 | 131              | 26                   |